# تک‌مضراب
تک مضراب نام یک مجموعه تلویزیونی ایرانی به کارگردانی «علی محزون» و نویسندگی «پرویز خطیبی» است که پخش آن از حوالی سال ۱۳۴۰ در تلویزیون خصوصی ایران (تلویزیونِ ثابت پاسال) آغاز و تا زمان تشکیل تلویزیون ملی ایران و ادغام رادیو و تلویزیون ادامه یافت.

## خلاصه داستان
این مجموعهٔ تلویزیونی، یک برنامه کمدی-انتقادی بود که به شکل میان‌پرده‌های کوتاه نمایشی تهیه شده بود و با نگاهی طنز، به نقد روابط و مناسبت‌های اجتماعی مردم در جامعه می‌پرداخت.

## گزیدۀ بازیگران
- مرتضی احمدی
- علی تابش
- عزت‌الله مقبلی
- حسین امیرفضلی
- رضا عبدی[۳]
- علی محزون
- علی میری